# Bodenseeufer (Landschaftsschutzgebiet, Altkreis Konstanz)
Das Bodenseeufer ist ein vom Landratsamt Konstanz am 1. August 1957 durch Verordnung ausgewiesenes Landschaftsschutzgebiet auf dem Gebiet der Städte Radolfzell und Konstanz und der Gemeinden Allensbach, Gaienhofen, Moos, Öhningen und Reichenau.

## Lage
Das Schutzgebiet besteht aus 41 Teilgebieten, die entlang des Ufers des Überlinger Sees und des Untersees von der Gemeindegrenze zwischen Bodman-Ludwigshafen und Allensbach bis Öhningen verteilt sind. Das Gebiet gehört zum Naturraum Hegau.

## Landschaftscharakter
Das größte Teilgebiet zwischen Langenrain und Wallhausen umfasst Teile der charakteristischen, überwiegend bewaldeten Drumlin-Landschaft des Bodanrücks mit zahlreichen Klingen und dem Steil abfallenden Ufer zum Überlinger See. In diesem Teilgebiet befindet sich auch ein Golfplatz und landwirtschaftlich genutzte Flächen, in die einige Feuchtbiotope und Weiher eingestreut sind. Ein weiteres Teilgebiet umfasst die Insel Mainau und den Wald zwischen Litzelstetten und Egg. Auch der Konstanzer Loretto-Wald mit dem Strandbad Hörnle bilden ein Teilgebiet des Landschaftsschutzgebiets.
Die übrigen Teilgebiete am Seeufer sind teilweise touristisch  mit Campingplätzen, Uferpromenaden und Strandbädern überprägt, teilweise sind auch naturnahe Uferabschnitte mit Schilfröhricht und Auwaldresten Teil des Landschaftsschutzgebiets.

## Zusammenhängende Schutzgebiete
Die Zerstückelung des Landschaftsschutzgebiets in 41 Teilgebiete kommt im Wesentlichen durch die spätere Ausweisung zahlreicher Naturschutzgebiete entlang des Bodenseeufers zustande. Das Landschaftsschutzgebiet grenzt außerdem an die Landschaftsschutzgebiete Bodanrück, Bodenseeufer und Schienerberg. Es überschneidet sich in Teilen mit dem FFH-Gebiet Bodanrück und westl. Bodensee und den Vogelschutzgebieten Überlinger See des Bodensees und Untersee des Bodensees.